# Élisabeth de Brandebourg
Pour les articles homonymes, voir Brandebourg (homonymie).
Ne doit pas être confondu avec Élisabeth de Brandebourg (1474-1507) ou Élisabeth de Brandebourg (1510-1558).
Elisabeth de Brandebourg (polonais Elżbieta Hohenzollern), née entre le 1er mai et le 29 septembre 1403 et morte le 31 octobre 1449), est une princesse allemande de la maison des Hohenzollern qui fut par ses deux mariages duchesse consort de  Brzeg-Legnica puis de Cieszyn et duchesse douairière de Brzeg jusqu'en 1443 et de Legnica jusqu'à sa mort.

## Origine
Elisabeth est la fille aînée de Frédéric VI de Hohenzollern et de son épouse Elisabeth, fille du duc Frédéric de Bavière-Landshut.

## Biographie
Elisabeth épouse le 9 avril 1418 le duc Louis II de Brzeg-Legnica dans la ville de Constance, pendant le  Concile où son père jusqu'alors seulement Burgrave de Nuremberg, est élève à la dignité de Margrave de Brandebourg et de Prince-Electeur. Leur union fut selon les sources contemporaines heureuse et elle donne naissance à quatre enfants:
- Louis († 7 janvier 1435)
- Élisabeth (5 janvier 1426 † 1435)
- Magdeleine (née vers 1430) épouse 4 février 1442 Nicolas Ier d'Opole
- Hedwige (né vers 1433 - † 20 octobre 1471) épouse en 1445 Jean Ier de Lubin

Après la mort de son fils unique Louis en 1435; le duc Louis II décide peu après de modifier l'ordre de la succession dans le duché de Brzeg-Legnica. Son héritier naturel est désormais son seul neveu vivant Louis III d'Oława, mais il n'envisage pas de lui laisser son duché après sa mort car il souhaite que ce soit son épouse Élisabeth qui lui succède. Il lui attribue donc comme Oprawa wdowia, c'est-à-dire comme douaire, l'ensemble de ses domaines . Comme Il est l'un des plus riches princes de son époque le duc Louis II laisse également à sa femme et à ses filles : 30 000 guilders rhénans et 10 000 Gros de Prague. le duc Louis II meurt le 30 mai 1436 et Élisabeth assume la pleine souveraineté sur Brzeg, Legnica et Złotoryja. 
Le 17 février 1439 Élisabeth se remarie avec Venceslas Ier de Cieszyn qui est son cadet de dix ans. Selon les termes de l'Oprawa wdowia, après son remariage elle doit perdre tous ses droits sur Brzeg-Legnica; cependant, Élisabeth manœuvre pour continuer son règne alors qu'elle est mentionnée comme duchesse de Cieszyn pour la première fois le 5 mars. 
En 1443, Élisabeth est toutefois obligé de céder Brzeg au duc Jean Ier de Lubin et à son frère Henri X de Chojnów, fils de Louis III d'Oława, (mort en 1441). Les deux frères réclament en effet l'héritage de Louis II comme ses légitimes héritiers en ligne masculine et dénoncent la détention illégale par Élisabeth des deux duchés. Afin de garantir l'accord avec eux la duchesse donne sa plus jeune fille Hedwige en mariage à l'ainé Jean Ier qui l'épouse en février 1445.
À l'époque du mariage de sa fille, Élisabeth et le duc Venceslas Ier sont déjà officiellement séparés après six années d'une union malheureuse et sans enfant. Elisabeth réside à Legnica, où elle meurt quatre ans plus tard en 1449. Venceslas Ier de Ciszyn, lui survie 25 ans sans jamais se remarier.
Peu après la mort d'Élisabeth la noblesse locale de Legnica se révolte contre le gouvernement des princes Piast et fait appel à l'Empereur Sigismond Ier de Luxembourg qui est également roi de Bohême. Il place  Legnica sous la souveraineté directe du royaume de Bohême. Ce n'est qu'en 1454 que le petit-fils d'Elisabeth le duc Frédéric Ier de Legnica fils unique d'Hedwige et de Jean Ier peut recouvrer  son héritage de Legnica.

## Article lié
- Duché de Silésie

## Sources
- (en) & (de) Peter Truhart, Regents of Nations, K. G Saur Münich, 1984-1988  (ISBN 359810491X), Art. « Liegnitz (Pol. Legnica) + Goldberg », p.  2451-2452 & « Brieg (Pol. Brzeg » p. 2448-2449
- (de) Europaïsche Stammtafeln Vittorio Klostermann, Gmbh, Francfort-sur-le-Main, 2004  (ISBN 3465032926),  Die Herzoge von Schlesien, in Liegnitz 1352-1596, und in Brieg 1532-1586 des Stammes der Piasten  Volume III Tafel 10.